# Dermatocarpon
Dermatocarpon is een geslacht van korstmossen dat behoort tot de familie Verrucariaceae van de ascomyceten. Het geslacht werd in 1824 geldig gepubliceerd door de Duitse botanicus Franz Gerhard Eschweiler.

## Soorten
Volgens Index Fungorum telt het geslacht vijftien soorten (peildatum februari 2023):
| Soortnaam                    | Auteur(s)                      | Publicatiejaar |
| ---------------------------- | ------------------------------ | -------------- |
| Dermatocarpon arenosaxi      | Amtoft                         | 2008           |
| Dermatocarpon atrogranulosum | Breuss                         | 2003           |
| Dermatocarpon deminuens      | Vain.                          | 1921           |
| Dermatocarpon dolomiticum    | Amtoft                         | 2008           |
| Dermatocarpon intestiniforme | (Körb.) Hasse                  | 1912           |
| Dermatocarpon leptophyllodes | (Nyl.) Zahlbr.                 | 1921           |
| Dermatocarpon leptophyllum   | (Ach.) K.G.W. Lång             | 1912           |
| Dermatocarpon luridum        | (Dill. ex With.) J.R. Laundon  | 1984           |
| Dermatocarpon meiophyllizum  | Vain.                          | 1921           |
| Dermatocarpon miniatum       | (L.) W. Mann                   | 1825           |
| Dermatocarpon multifolium    | Amtoft                         | 2008           |
| Dermatocarpon rivulorum      | (Arnold) Dalla Torre & Sarnth. | 1902           |
| Dermatocarpon taminium       | Heiðm.                         | 2003           |
| Dermatocarpon tenue          | (Müll. Arg.) Heiðm.            | 2003           |
| Dermatocarpon tomentulosum   | Amtoft                         | 2006           |